# Tournefortia romeroi
Tournefortia romeroi är en strävbladig växtart som beskrevs av Ivan Murray Johnston. Tournefortia romeroi ingår i släktet Tournefortia och familjen strävbladiga växter. Inga underarter finns listade i Catalogue of Life.